# Sphinx titan
Aellopos titan
Espèce
Aellopos titan, le Sphinx titan est une espèce de papillons, de la famille des Sphingidés (sous-famille des Macroglossinae, tribu des Dilophonotini). C'est l'espèce type du genre Aellopos.

## Description

### L'Imago
L'envergure varie de 55 à 65 mm. Le corps est brun foncé avec une large bande blanche sur l'abdomen. Les ailes sont brun foncé et la partie supérieure de la partie antérieure de la cellule présente une tache noire au bout de la cellule et deux bandes de taches blanches translucides. Le dessus des ailes postérieures présente des taches pâles le long de la côte et de la marge interne.

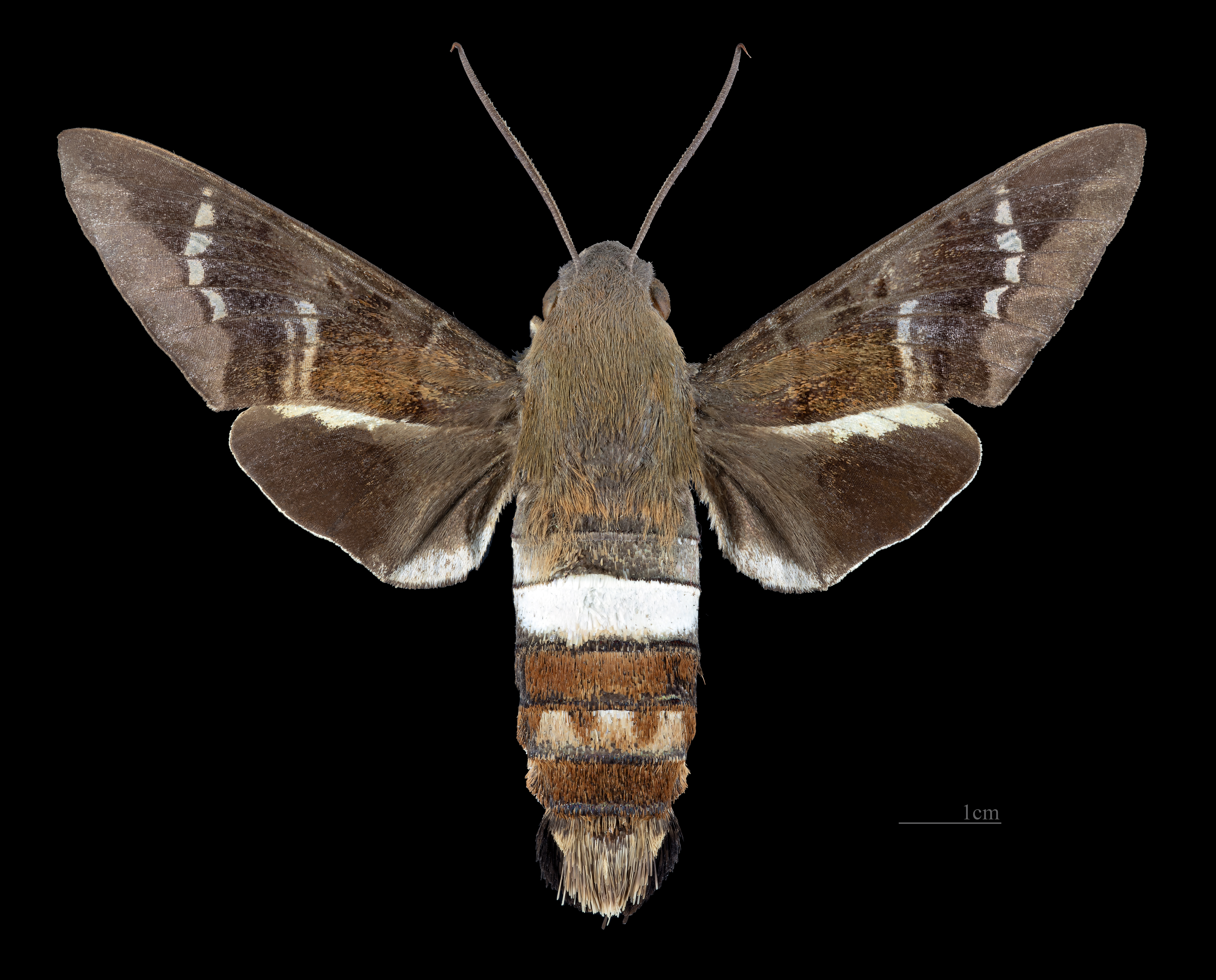
Avers du mâle (coll.MHNT)
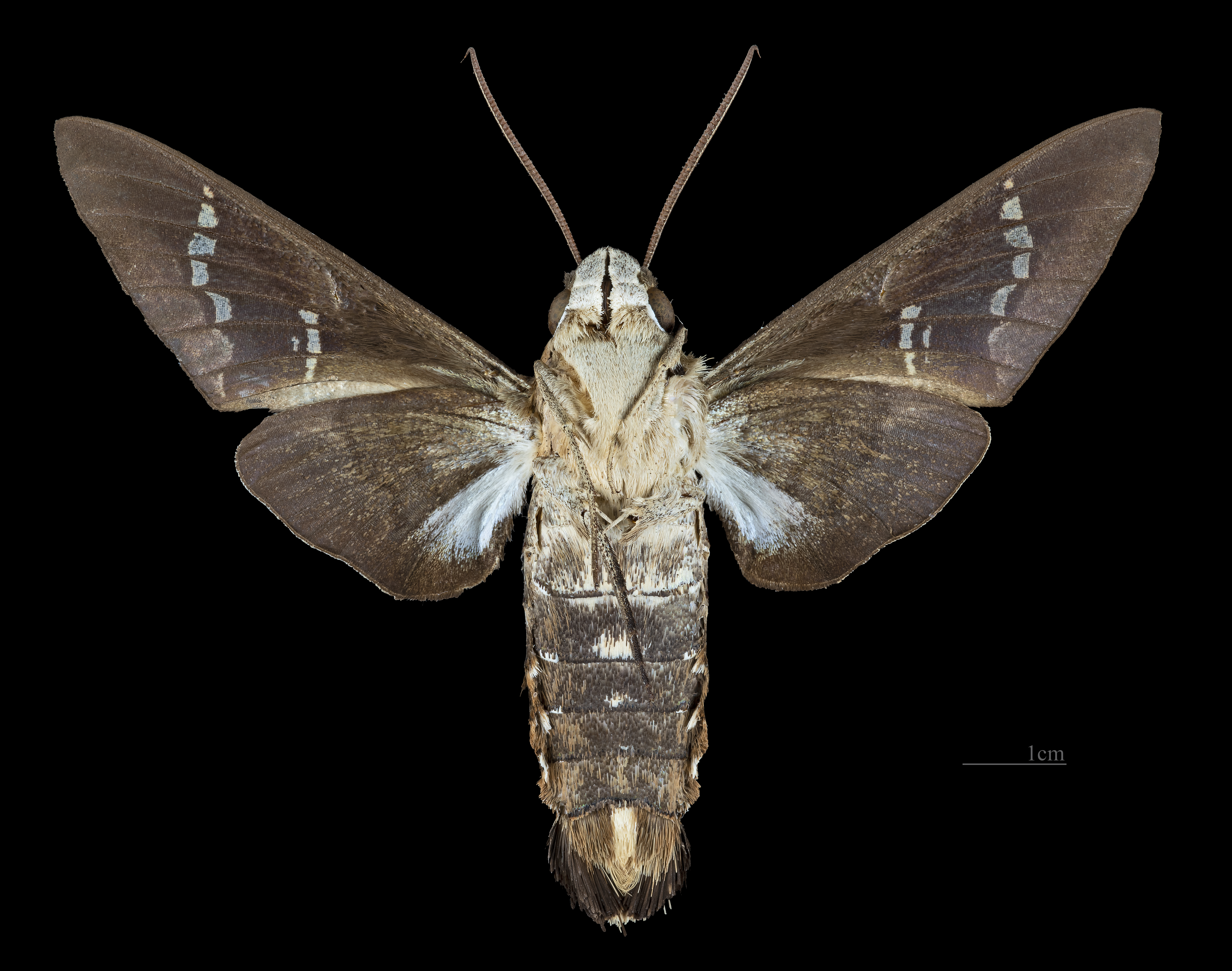
Revers du mâle (coll.MHNT)
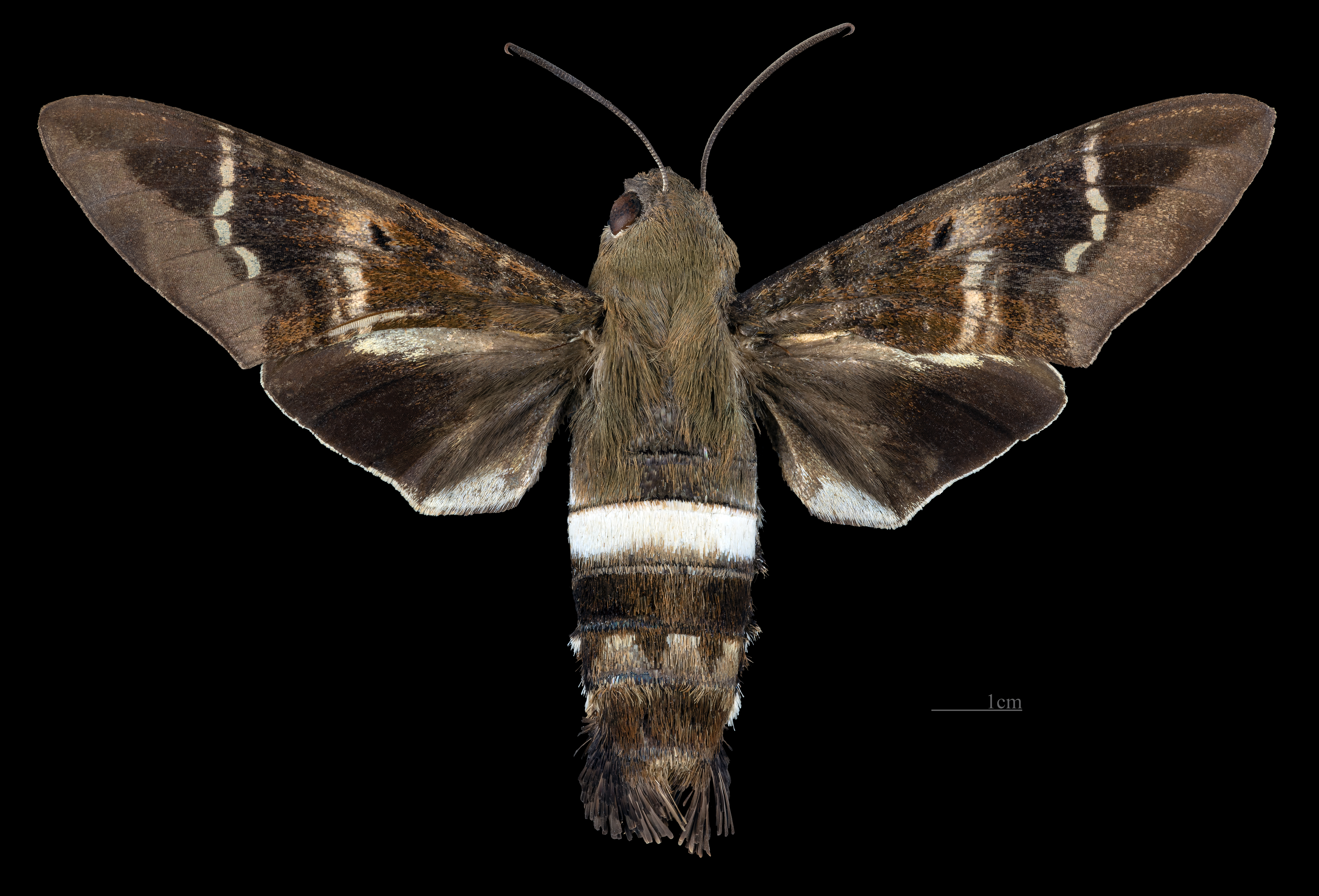
Avers de la femelle (coll.MHNT)
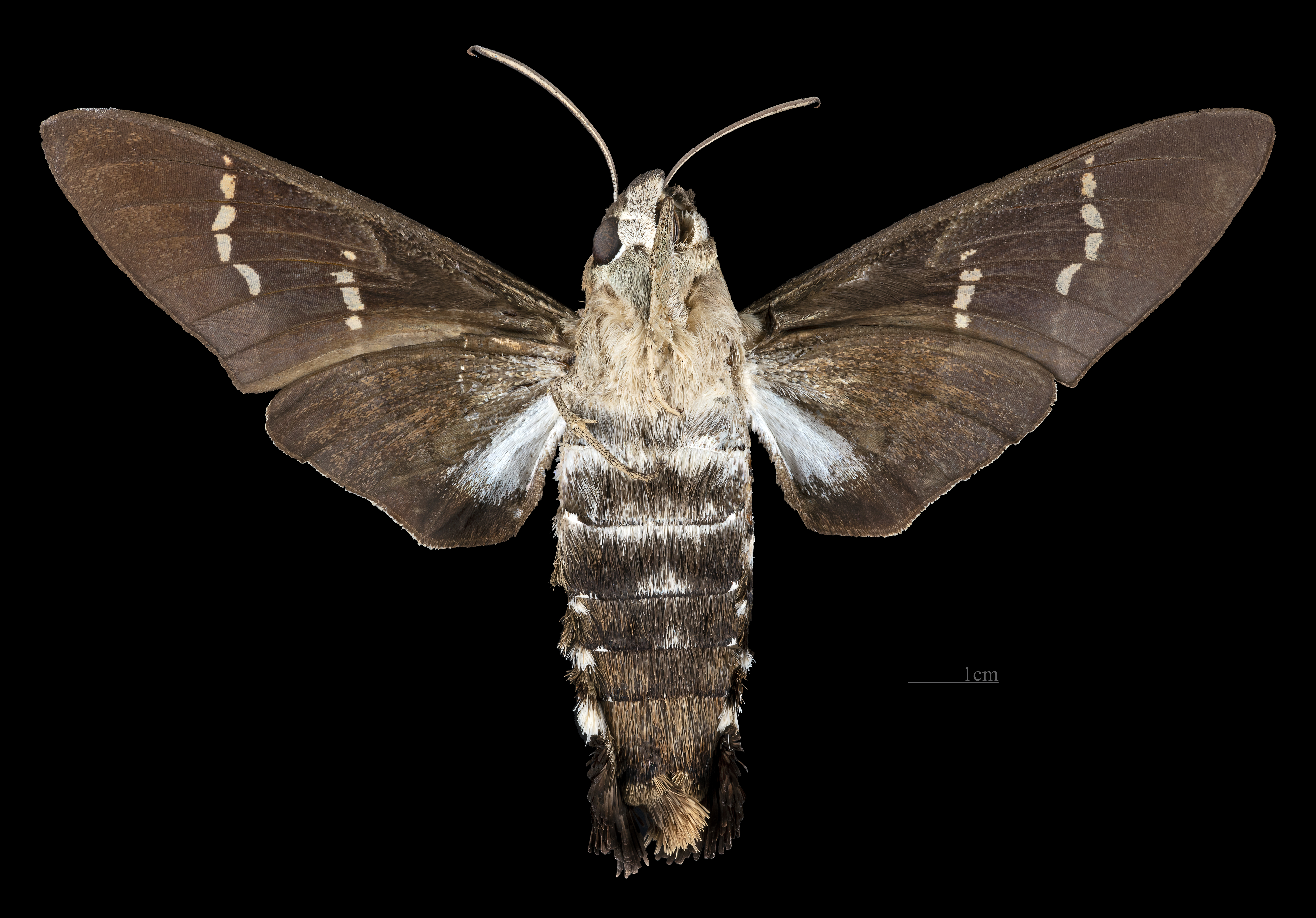
Revers de la femelle (coll.MHNT)

### Les œufs
Les œufs sont sphériques et verdâtres.

### La chenille
Il existe au moins deux formes de couleur, une forme verte et une forme brun rougeâtre.

### La nymphe
La nymphose a lieu dans des cocons en vrac dans des chambres souterraines peu profondes. Les nymphes sont sombres, lisses et brillantes.

## Biologie
Au cours de l'accouplement, les femelles attirent les mâles par une phéromone libérée par une glande située dans l'abdomen. Les adultes des deux sexes sont attirés par la lumière, mais surtout les mâles. Il y a plusieurs générations par an.

### Période de vol
L'espèce est pluriannuelle au Costa Rica, au Mexique et dans le sud du Texas. Les spécimens adultes peuvent être capturés pendant tous les mois de l'année.

### Alimentation
Les adultes se nourrissent du nectar des fleurs.
Les chenilles se nourrissent de Casasia clusiifolia, de Cephalanthus occidentalis, de Randia mitis, de Randia monantha, de Randia aculeata, d'Albizzia adinocephala et de Randia grandifolia.

## Distribution et habitat
Distribution
L'espèce se rencontre aux États-Unis, en Amérique centrale et en Amérique du Sud (Argentine et Uruguay).
Habitat
On la trouve dans les forêts et les zones boisées des régions tropicales et subtropicales.

## Systématique
L’espèce Aellopos titan a été décrite par l'entomologiste hollandais Pieter Cramer en 1777, sous le nom initial de Sphinx titan. La localité type est le Suriname.

### Synonymie
- Sphinx titan Cramer, 1777 protonyme
- Sesia titan aguacana Gehlen, 1944
- Sesia titan cubana Clark, 1936

### Liste des sous-espèces
- Aellopos titan titan
- Aellopos titan cubana (Clark, 1936) (Cuba)